# 阿里山山椒魚
阿里山山椒魚（學名：Hynobius arisanensis）是台灣特有種，又名阿里山小鲵，為二級保育類動物，是以地名命名的山椒魚。牠分佈於台灣海拔2,000公尺到2300公尺以上的高山上。這種山椒魚體型最長只有10公分長，顏色為黑褐色或褐色，背部除了有白色小圓形斑點外，也有少數個體具有明顯特別的形狀斑點。前腳有四趾，後腳有五趾，是辨識阿里山山椒魚的最主要特徵。目前這是台灣五種山椒魚中最容易發現的種類。